# Nowe Sadłuki, Braniewski
Nowe Sadłuki [ˈnɔvɛ saˈdwuki] (tiếng Đức: Neu Sadlucken)  là một khu định cư ở quận hành chính của Gmina Frombork, trong huyện Braniewski, Warmińsko-Mazurskie, ở miền bắc Ba Lan.

## Vị trí
Nó nằm khoảng 10 kilômét (6 mi)   phía đông nam Frombork, 14 km (9 mi) về phía tây nam của Braniewo và 73 km (45 mi) phía tây bắc của thủ đô khu vực Olsztyn.

## Dân số
Khu định cư có dân số 67.

## Lịch sử
Trước năm 1772, khu vực này là một phần của Vương quốc Ba Lan, từ năm 1772-1945, đây là một phần của Phổ và Đức (Đông Phổ).